# Hemibrycon velox
Hemibrycon velox är en fiskart som beskrevs av Dahl, 1964. Hemibrycon velox ingår i släktet Hemibrycon och familjen Characidae. Inga underarter finns listade i Catalogue of Life.